# Martin Andersen Nexö
Martin Andersen Nexö (n. 26 iunie 1869, Copenhaga, Danemarca – d. 1 iunie 1954, Dresda, RDG) a fost prozator danez, supranumit Gorki al Nordului.
Roamnele sale realiste, străbătute de optimism și de idealuri umanitare, evocă situația claselor defavorizate.

## Opera (selectiv)
- 1906–1910: Pelle cuceritorul („Pelle Erobreren”)
- 1913: Povestiri din Bornholm ("Bornholmernoveller")
- 1915: Sub cerul liber ("Under aaben himmel")
- 1915: Cei din Dangaard ("Folkene paa Dangaard")
- 1917–1921: Ditte, fiica omului ("Ditte Menneskebarn")
- 1932–1939: Amintiri ("Erindringer")
- 1945–1947: Morten cel Roșu ("Morten hin Røde")
- 1955 Biletul de loterie

## Ecranizări
- 1946 Ditte – ein Menschenkind (Ditte menneskebarn), regia Bjarne Henning-Jensen
- 1958 Jucătorul de loterie (Der Lotterieschwede), regia Joachim Kunert
- 1985 Pelle cuceritorul (Pelle der Eroberer, TV), regia Christian Steinke
- 1987 Pelle, der Eroberer (Pelle erobreren), regia Bille August